# Molgolaimus cuanensis
Molgolaimus cuanensis is een rondwormensoort uit de familie van de Desmodoridae. De wetenschappelijke naam van de soort is voor het eerst geldig gepubliceerd in 1973 door Platt.